# Giuseppe di Volokolamsk
Giuseppe di Volokolamsk, o Iоsif Volockij (in russo: Ио́сиф Во́лоцкий; 14 novembre 1440 – 9 settembre 1515), è stato un monaco cristiano e religioso russo, al secolo Ivan Sanin (Ива́н Са́нин), tra i maggiori teorici del cesaropapismo russo. È venerato come santo dalla Chiesa ortodossa russa.

## Biografia

### La fondazione del monastero di Volokolamsk
Ivа́n Sа́nin proveniva da una ricca famiglia di votčinnik (вотчинник) della zona di Volokolamsk. Imparò a leggere e scrivere presso il locale monastero e nel 1459 prese i voti al monastero di Borovsk, acquisendo il nome di Giuseppe. A seguito della morte dell'egumeno Pafnutij, Giuseppe prese il suo posto e cercò di introdurre una rigida regola monastica. Tuttavia, il rifiuto apposto dai monaci alla nuova regola provocò l'allontanamento di Giuseppe che, dopo aver soggiornato in altri monasteri, riuscì a fondarne uno suo nei pressi di Volokolamsk nel 1479, ispirato alle medesime regole proposte qualche tempo prima per il monastero di Borovsk. Sebbene inizialmente fu legato ai principi di Volokolamsk sostenendone il diritto di opposizione al Gran Principe, in seguito prese le difese di Basilio III di Russia.

### La lotta contro inon-possessorie le eresie
Durante il Sobor del 1503, Giuseppe e i suoi sostenitori chiamati "giosefiti" riuscirono ad impedire la realizzazione del progetto di eliminazione della proprietà fondiaria monastica, portato avanti dai "nestjažateli" (non-possessori) che si riconoscevano nelle posizioni di Nilo di Sora. Giuseppe difese il diritto dei monasteri di avere terre e proprietà, poiché nei diritti patrimoniali vedeva la garanzia dell'autentico servizio sociale dei monasteri, comprendente l'aiuto ai poveri e ai malati, nonché la possibilità di influire sulla costruzione dello Stato ortodosso.
Giuseppe di Volokolamsk fu anche uno strenuo oppositore delle eresie, ed in particolare dei cosiddetti "giudaizzanti". Nel suo più importante scritto, intitolato "L'Illuminatore" (Просветитель), egli tenta di confutare queste nuove dottrine e di convincere i fedeli a non credere alla sincerità del ravvedimento degli eretici. Le idee di Giuseppe entrarono a far parte della teologia ufficiale della Chiesa ortodossa russa a seguito della canonizzazione.

### La dottrina cesaropapista
Lo sviluppo della teoria sintetizzata dalla formula "Mosca Terza Roma", in base alla quale il sovrano russo era l'erede diretto dell'imperatore bizantino, fu agevolato notevolmente da Giuseppe di Volokolamsk. Egli, infatti, fornì una definizione dello zarismo che ricalcava, fino ad estremizzarla, la tradizione bizantina. Nella visione di Giuseppe, sebbene lo zar fosse soggetto alla legge, soprattutto a quella canonica, il suo potere era da considerarsi comunque illimitato e meritevole di obbedienza da parte di tutti, inclusa la Chiesa. Allo zar infatti andava attribuito anche il compito di nominare e controllare i vescovi.

### Canonizzazione
Morto nel 1515, Giuseppe di Volokolamsk fu canonizzato a livello locale nel 1579 e a livello nazionale nel 1591. Riposa tuttora nel monastero da lui stesso creato.